# Lutz Heck

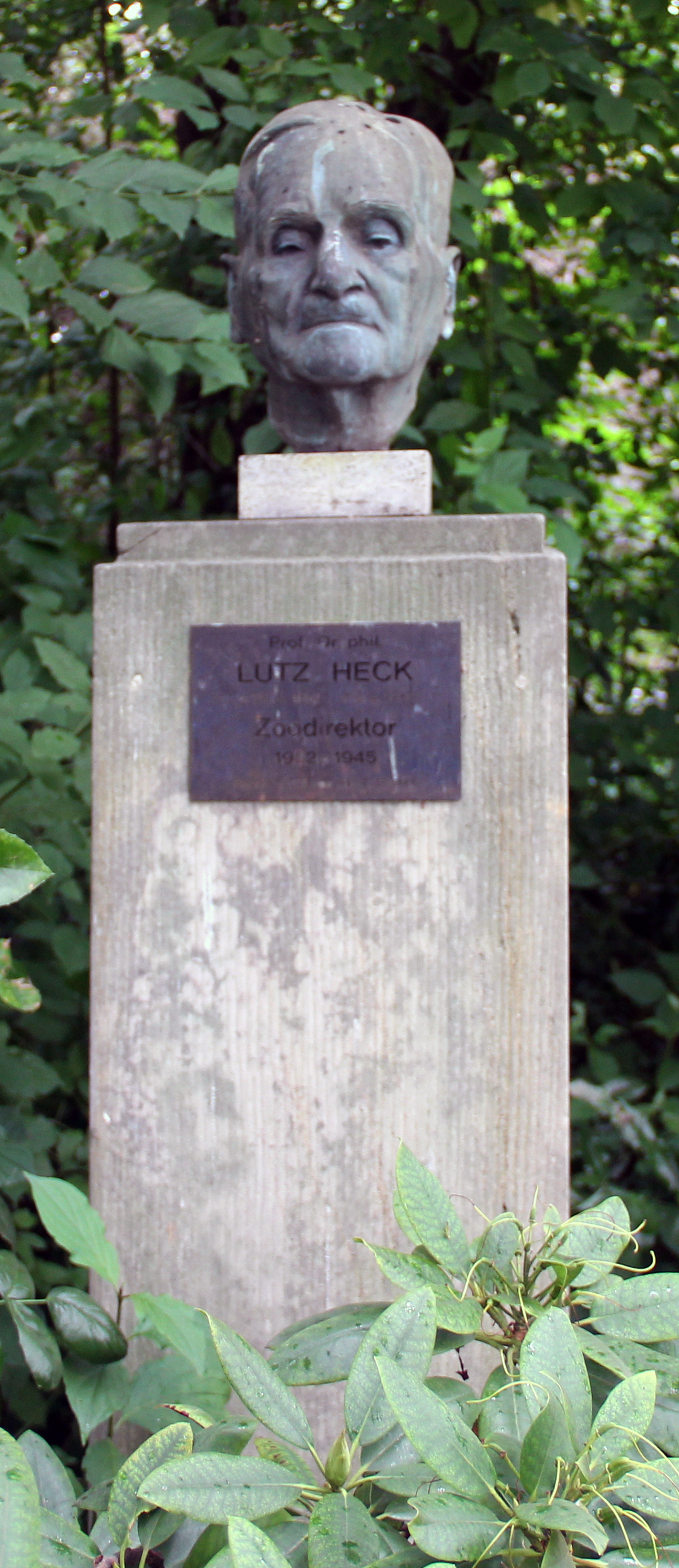
1984 aufgestellte Büste im Zoologischen Garten Berlin (Foto: 2016)

Ludwig Georg Heinrich Heck, genannt Lutz Heck (* 23. April 1892 in Berlin; † 6. April 1983 in Wiesbaden), war ein deutscher Zoologe, Tierforscher und Tierbuchautor. Von 1932 bis 1945 war Heck Direktor des Zoologischen Gartens Berlin. Heck spielte eine aktive Rolle in der Plünderung und der Tötung der Tiere des Warschauer Zoos.

## Leben

### Frühe Jahre
Lutz Heck kam am 23. April 1892 als drittes Kind des Zoodirektors Ludwig Heck und seiner Frau Margarete, geborene Nauwerk, im Zoologischen Garten Berlin zur Welt. Er studierte in Berlin, Freiburg im Breisgau sowie Königsberg i. Pr. und wurde 1922 zum Dr. phil. promoviert. Er wurde Assistent und schließlich stellvertretender Direktor des Zoologischen Gartens Halle (Saale). 1924 übernahm er die Assistentenstelle und 1927 die stellvertretende Leitung des Zoologischen Gartens von Berlin. 1932 wurde er Nachfolger seines Vaters als wissenschaftlicher Direktor des Zoos.

### Zoodirektor in der Zeit des Nationalsozialismus

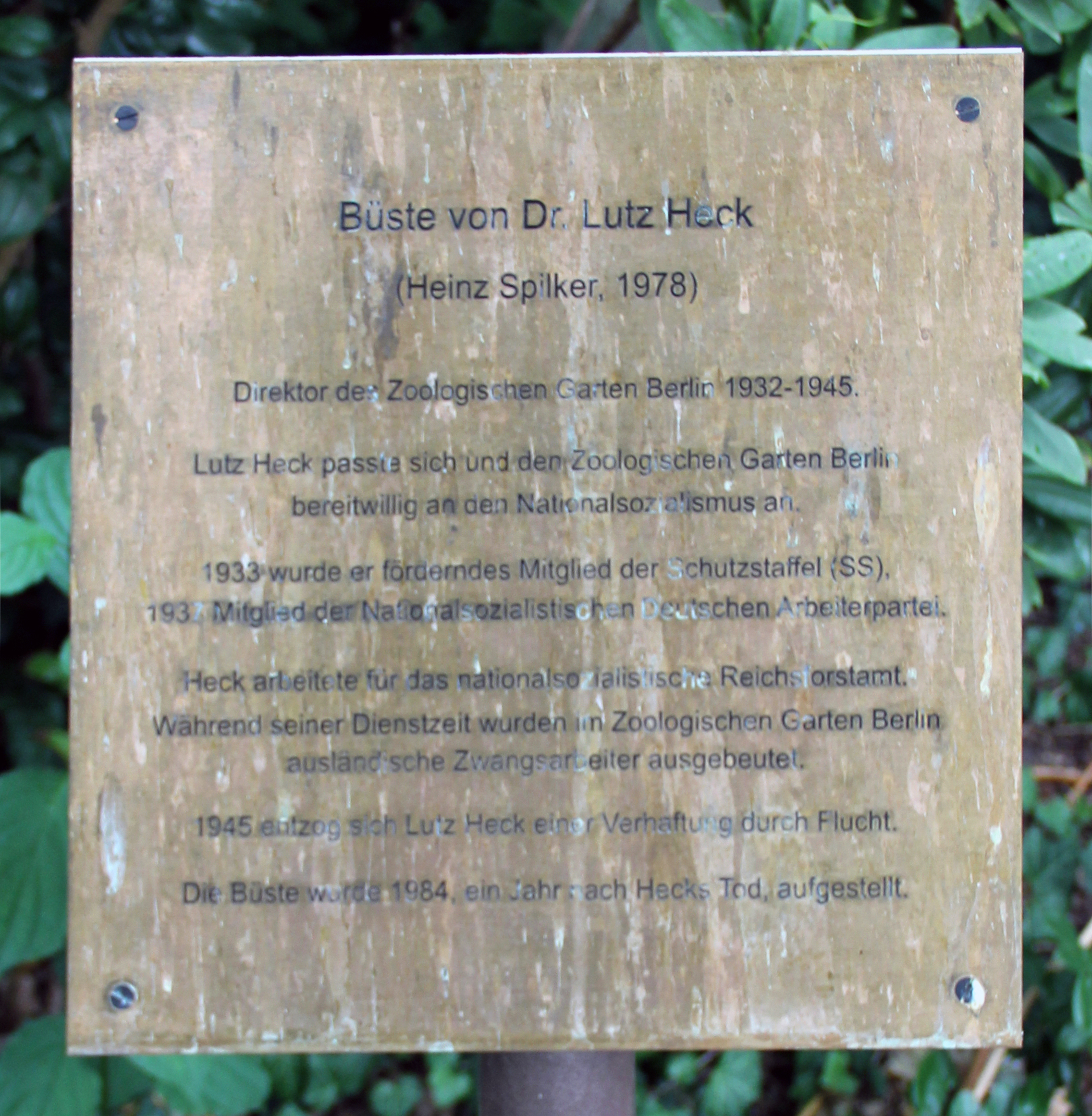
Informationstafel zur Büste von Lutz Heck im Zoologischen Garten Berlin

Unter seiner Leitung wurde der Zoo umfassend modernisiert. Es gab erstmals Freianlagen ohne Trenngitter. Schon 1925 hatte er die Errichtung des ersten Tierkinderzoos veranlasst. Heck, der ab dem 1. Juni 1933 Förderndes Mitglied der SS war, trat zum 1. Mai 1937 auch in die NSDAP ein (Mitgliedsnummer 3.934.018).
Zusammen mit seinem Bruder Heinz Heck, dem Leiter des Tierparks Hellabrunn in München, unternahm Heck Versuche, aus von ihnen als ursprünglich erachteten Rinderrassen ein dem Auerochsen ähnliches Rind zu züchten. Diese Zuchtmethode ist heute als Abbildzüchtung bekannt. Obwohl der Erfolg in wissenschaftlicher Literatur bereits früh als unzureichend bezeichnet wurde, präsentierten die Brüder Heck ihre Rinder publikumswirksam als „rückgezüchteten Auerochsen“, eine Fehlbezeichnung, die man auch heute noch oft in Tierparks findet. Die heutigen Heckrinder gehen auf die Versuche von Heinz Heck in München zurück, da die Berliner Linie am Ende des Zweiten Weltkriegs verlorenging. Ab 1934 setzte Lutz Heck sich für die Wiederansiedlung des Alpensteinbocks in den deutschen Alpen bei Berchtesgaden ein.
Heck stand in engem freundschaftlichem Kontakt zu Hermann Göring, mit dem er die Leidenschaft für die Großwildjagd teilte. Dieser förderte persönlich Hecks Abbildzüchtungsversuche des Auerochsen und veranlasste 1935 eine großzügige Geländeschenkung aus preußischem Staatsbesitz an den Berliner Zoo. Das ermöglichte es Heck, angrenzend an die bestehenden Anlagen einen eigenständigen „Deutschen Zoo“ einzurichten.
1938 wurde der promovierte Zoologe – anlässlich des „Führergeburtstages“ – ehrenhalber zum Professor ernannt. Im selben Jahr wurde er Leiter des Referates bzw. der Abteilung (ab 1941) Naturschutz im Reichsforstamt.
Während der Besetzung Osteuropas spielte das SS-Fördermitglied Heck eine maßgebliche Rolle bei der systematischen Verschleppung von Elefanten, Kamelen, Flusspferden und Zebras ins Deutsche Reich. Zur Jahreswende 1939/40 wurde im Warschauer Zoo ein Großteil des dort noch vorhandenen Tierbestandes von Heck und dazu eingeladenen weiteren Mitgliedern der deutschen Besatzungstruppen bzw. der SS erschossen. Während seiner Dienstzeit am Berliner Zoo wurden Zwangsarbeiter ausgebeutet. Aus dem südukrainischen Zoo von Askanija-Nowa wurden Przewalski-Pferde an deutsche Zoos versandt.
Der Vorsitzende des Westfälischen Heimatbundes Karl-Friedrich Kolbow fasste Lutz Heck als Gegenspieler auf. Dieser habe, so Kolbow, Pläne vereitelt, eine volkstumsgemäße Landschaftsgestaltung im Gefüge des NS-Staates zu verankern, und rechnete ihn abwertend zu den „Berliner Asphaltmenschen“. Hecks Eintreten für einen einheitlichen Reichsnaturschutzbund wurde von dieser Warte aus scharf kritisiert. Heck stand für eine Priorität der Waldwirtschaft vor dem Naturschutz, um die für die Kriegsführung notwendigen Ressourcen zu erhalten.

### Nach Kriegsende

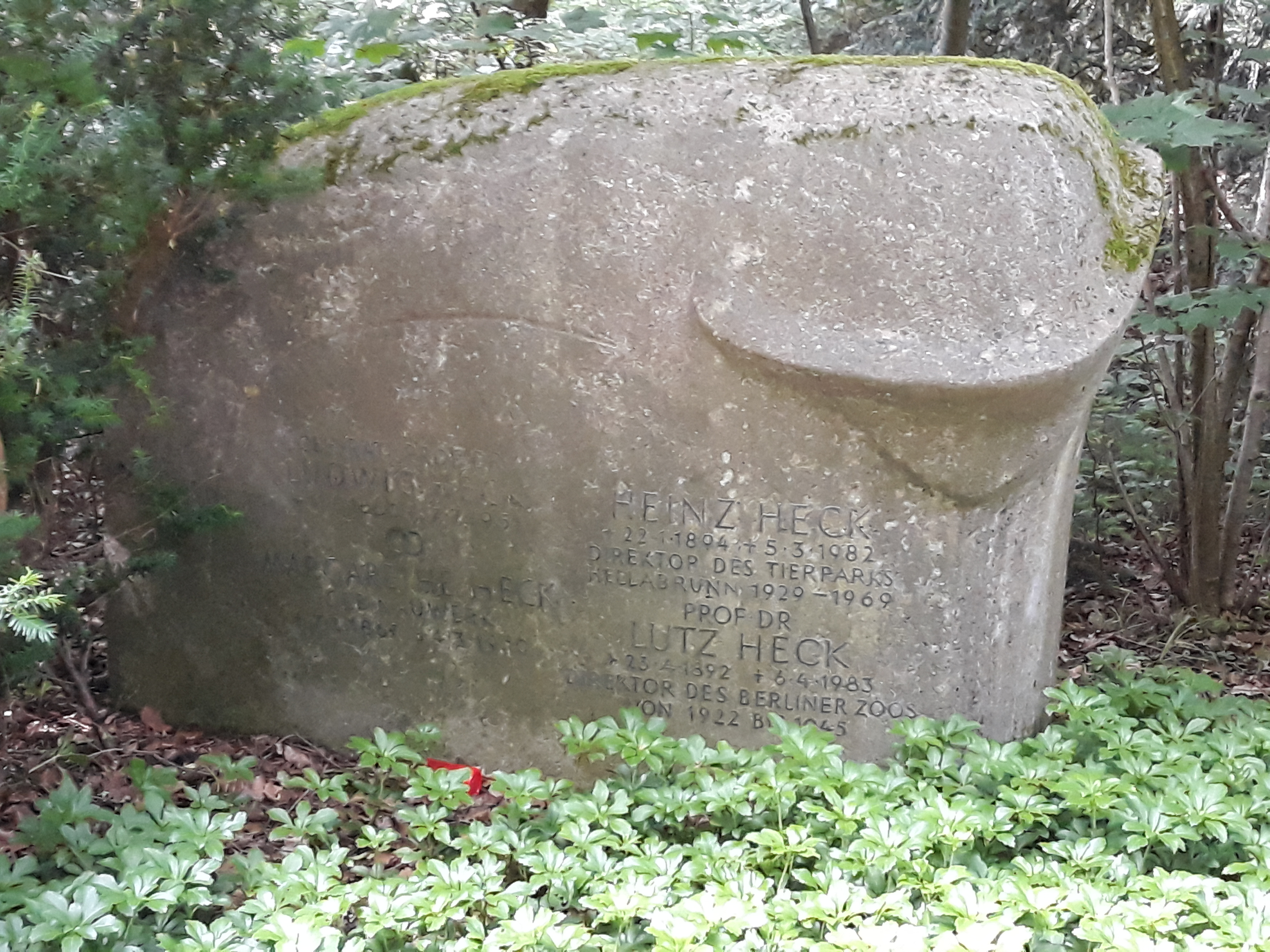
Das Grab von Lutz Heck im Familiengrab Heck auf dem Waldfriedhof München

Mit Kriegsende wurde Heck wegen seiner Straftaten im besetzten Polen von den sowjetischen Behörden zur Fahndung ausgeschrieben. Er entzog sich der Verhaftung durch Flucht in die westlichen Besatzungszonen und lebte schließlich als freier Schriftsteller in Wiesbaden. Ab 1953 unternahm er mehrere Expeditionsreisen nach Afrika und betrieb dort biologische Studien. Seine erste Reise führte ihn nach Südafrika, von wo er eine Vielzahl von Tieren mitbrachte, die hauptsächlich für Zuchtzwecke im Münchner Zoo bestimmt waren.
Heck starb am 6. April 1983 im Alter von 90 Jahren in Wiesbaden.

## Familie
Heck war verheiratet mit Helga von Deines, Tochter von Adolf von Deines. Das Paar hatte zwei Söhne: Lutz Heck jun. (1924–2009) arbeitete als Nachfolger seines Onkels Heinz Heck zwischen 1964 und 1972 als Direktor des Tierparks Hellabrunn in München; Heinz Heck (1927–2002) war Direktor der Catskill Game Farm in Catskill, New York.

## Werksauswahl

### Bücher
- mit M. Proshauer (Hrsg.): Aus der Wildnis in den Zoo. Auf Tierfang in Ostafrika, 1930
- Schrei der Steppe, 1933 (erste Tonaufnahmen afrikanischer Tiere in Verbindung mit einem Buch)
- mit F. Peltzer: Der Bilder-Zoo, 1934
- Der Wald erschallt, 1934
- Auf Urwild in Kanada. Berichte, Beobachtungen und Gedanken einer glücklichen Fahrt, 1935
- Der deutsche Edelhirsch, 1935
- Wegweiser durch den Zoologischen Garten Berlin, 1940
- Auf Tiersuche in weiter Welt, Parey, 1941
- Schwarzwild. Lebensbild des Wildschweins, 1950
- Tiere, mein Abenteuer. Erlebnisse in Wildnis und Zoo, 1952
- Großwild im Etoschaland. Erlebnisse mit Tieren in Südwest-Afrika, 1955
- Der Rothirsch. Ein Lebensbild, 1956 (Neuausgabe v. Der deutsche Edelhirsch)
- Fahrt zum weißen Nashorn. Im Auto durch Südafrika, 1957
- Tiere in Afrika, 1957
- mit Eva Heck: Wildes schönes Afrika, 1960
- Waidwerk mit bunter Strecke. Jagd in heimischen Revieren, 1968
- Wilde Tiere unter sich. Beobachtungen ihres Verhaltens in Afrika, 1970
- Das doppelte Äffchen. Die Hellabrunner Orang-Utan-Zwillinge, 1972
- mit G. Raschke: Die Wildsauen. Naturgeschichte, Ökologie, Hege und Jagd, 1980, verm. Neuausgabe 1985

### Filme
- mit Oscar Neumann: Auf Tierfang in Abessinien, 1926
- Im Reich des Löwen
- Mit Büchse und Lasso in Afrika
- Urwild in Canada

## Auszeichnungen
- 1938 wurde ihm aus Anlass des 49. Geburtstages von Adolf Hitler der Titel „Professor“ verliehen.
- 1940 erhielt er die silberne Leibniz-Medaille der Preußischen Akademie der Wissenschaften
- 1972 wurde er zum Ehrenmitglied des Nassauischen Vereins für Naturkunde ernannt.
- 1978 Literaturpreis des Deutschen Jagdverbandes für sein mehr als 40 Jahre währendes schriftstellerisches Lebenswerk
- 1984 wurde ihm zu Ehren eine Bronzebüste des Künstlers Heinz Spilker im Zoo von Berlin aufgestellt.

## Im Spielfilm
In dem Spielfilm Die Frau des Zoodirektors (2017), dessen Handlung im von den Deutschen besetzten Warschau während des Zweiten Weltkriegs angesiedelt ist, wurde Lutz Heck von Daniel Brühl verkörpert.